# Airfryer

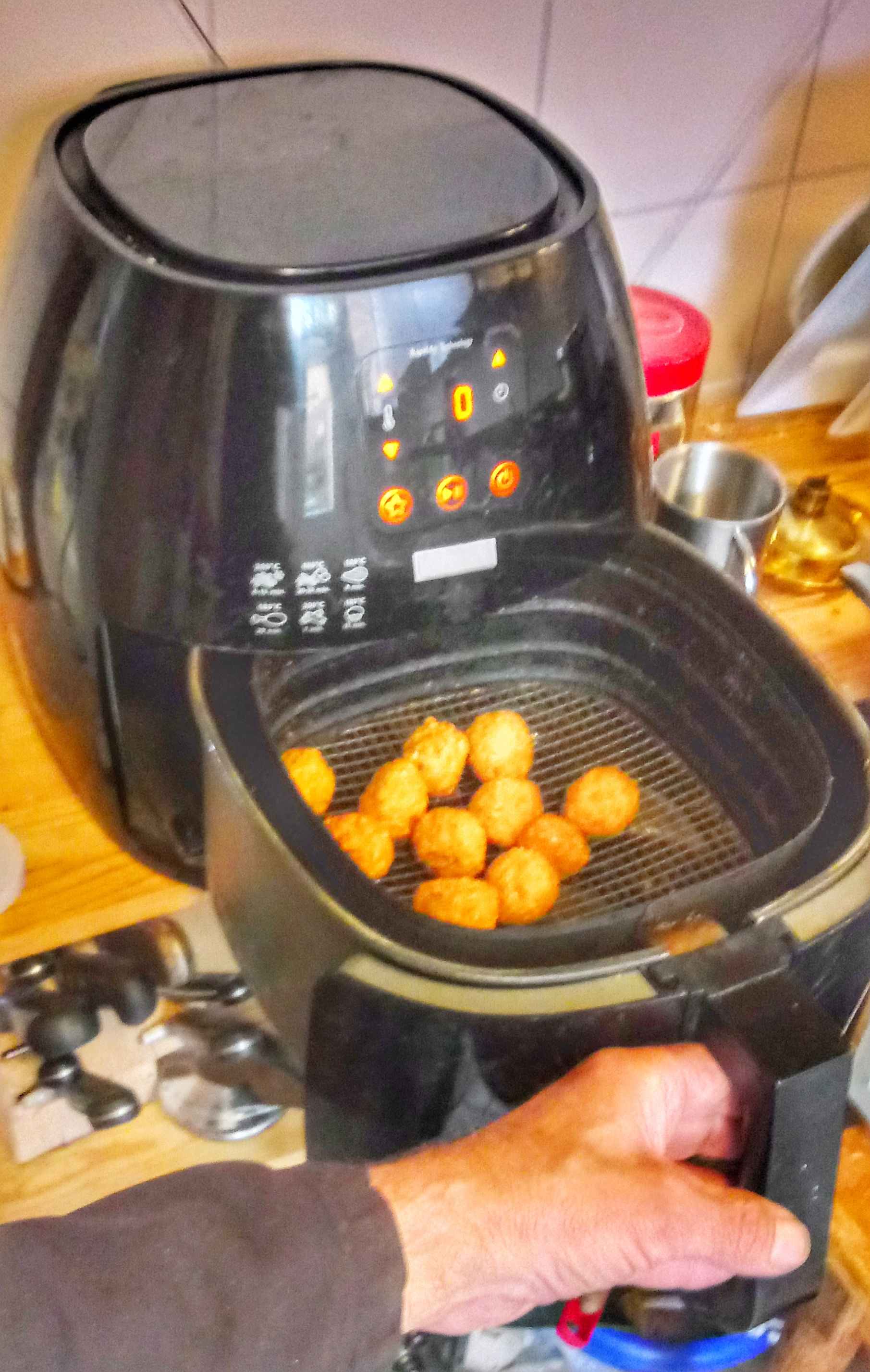
Falafel in een airfryer
Afgebeeld model is uit 2016.

Een airfryer of heteluchtfriteuse is een keukenapparaat dat voedsel bereidt door hete lucht te laten circuleren met behulp van het convectiemechanisme. Airfryer is een merknaam van Philips die tot soortnaam verworden is (merkverwatering). Een ventilator laat hete lucht op hoge snelheid rond het voedsel circuleren en gaart het voedsel, waarbij een knapperige laag ontstaat, als gevolg van de maillardreactie. Het is een alternatief voor de friteuse. Voedsel kan hiermee gegrild, gebakken, gebraden, gepoft of gefrituurd worden. Het is een apparaat dat wereldwijd verkocht wordt.

## Geschiedenis
Het oorspronkelijke octrooi voor de heteluchtfriteuse (Air fryer) werd in 2005 ingediend door het Amerikaanse bedrijf TurboChef Technologies inc. en was gericht op professioneel gebruik in de horeca.
Vanaf 2005 werkte Philips aan een friteuse voor huishoudelijk gebruik die functioneerde op basis van hete lucht. Hoewel Philips beschikte over de benodigde technologie, bleek het lastig om hier een betaalbaar en eenvoudig consumentenproduct van te maken. De aanvankelijke ontwerpen waren te complex en duur voor massaproductie.
Een belangrijke doorbraak kwam tot stand dankzij Fred van der Weij, een Nederlandse uitvinder die zelfstandig een eenvoudige en efficiënte heteluchtfriteuse had ontwikkeld. Philips besloot daarop samen te werken met Van der Weij, waarna het ontwerp werd geoptimaliseerd voor huishoudelijk gebruik.
Voordat Philips de Airfryer kon introduceren kwam Tefal in 2007 met de Actifry. De Actifry gebruikte een roterende roerarm in een ronde kom in plaats van een lade met mandje zoals Philips, maar het concept was hetzelfde. Bij de introductie kende de Actifry problemen met onder andere oververhitting. Tefal nam later met de Easy Fry serie het ladesysteem van Philips over.
In 2010 introduceerde Philips het nieuwe keukenapparaat onder de naam Airfryer op de Internationale Funkausstellung (IFA), een beurs voor consumentenelektronica in Berlijn. Het werd ontwikkeld met behulp van de gepatenteerde Rapid Air-technologie. De productnaam airfryer zou binnen enkele jaren algemeen gebruikt worden om een heteluchtfriteuse aan te duiden.
In 2021 verkocht Philips zijn divisie huishoudelijke apparaten, waaronder de Airfryer, aan het Chinese investeringsbedrijf Hillhouse Capital. Fred van der Weij uitte zijn teleurstelling dat zijn uitvinding nu in buitenlandse handen was gekomen. Een jaar later overleed hij op 61-jarige leeftijd.

## Werking
Zetmeelrijk voedsel kan bruingebakken worden dankzij de maillardreactie. Hierbij is vet behulpzaam maar niet noodzakelijk. Bij frituren wordt voedsel volledig ondergedompeld in hete olie of vet. De heteluchtfriteuse werkt met circulerende lucht op dezelfde temperaturen waarop gefrituurd wordt, tot 200 °C. Met een airfryer kan zelf bepaald worden of er olie wordt toegevoegd en hoeveel.
De meeste airfryers hebben temperatuur- en timer-instellingen die een precieze bereiding mogelijk maken. Het voedsel wordt bereid in een bakmand die binnenin een lekbak hangt. Het voedsel ligt op een metalen rooster en er is ruimte tussen bakmand en lekbak die circulerende lucht mogelijk maakt. Bij patat bakken in een grotere hoeveelheid is het nodig om de patat elke 4 minuten om te schudden. Toevoeging van wat olie aan het te bakken product kan uitdroging voorkomen en sneller bruin laten bakken.
Bereiding met minder vet levert verschil op in smaak en consistentie tegenover traditioneel frituren. Maar temperatuur en baktijd veranderen maakt benadering van het gangbare resultaat mogelijk, bijvoorbeeld falafel lukt als de balletjes in olie gerold worden.
Heteluchtovens en airfryers zijn vergelijkbaar in de manier waarop ze voedsel verhitten, maar airfryers zijn over het algemeen kleiner dan in fornuizen ingebouwde ovens en geven minder warmte af.
Mogelijke toebehoren bij het apparaat zijn pizzaplaten, taartvormen of inzetbakjes.